# Robert Flavigny
Pour les articles homonymes, voir Flavigny.
Robert Flavigny, né le 22 mai 1904 à Elbeuf et mort le 30 novembre 1959 à Rouen, est un architecte français.

## Biographie
Fils de Charles Flavigny, fabricant à Elbeuf et de Cécile Allard, il a quatre frères : Pierre, Jacques et Michel, et François. C'est un cousin éloigné de Jean Flavigny (1880-1948), général d'armée.
En 1930, il obtient son diplôme d'architecture. Il suit des études à l'École du Louvre où il réalise une thèse sur le dessin en Asie occidentale. Il enseigne l'histoire à l'École des beaux-arts de Rouen.
Il se marie le 28 janvier 1939 à Paris avec Thérèse Durand-Viel, avec qui il aura 6 enfants.
Il devient, en 1942, directeur du musée départemental des Antiquités, dont une salle porte aujourd'hui son nom. Il est également directeur des musées de la tour Jeanne-d'Arc et Victor-Hugo à Villequier. Il sera président de la Société des Amis des monuments rouennais de 1954 à 1957. Il est également membre de l'Académie des sciences, belles-lettres et arts de Rouen où il est reçu en 1943, et dont il devient président en 1953.

## Distinctions
- Chevalier de la Légion d'honneur (1954)
- Officier de l'Instruction publique

## Réalisations
- Église Saint-Pierre d'Yvetot (1949-1956) avec Pierre Chirol et Yves Marchand
- Palais des Consuls de Rouen (1952-1956) avec Pierre Chirol, François Herr et Roger Pruvost
- Intervention à l'intérieur du château de Silleron (Angiens) vers 1950